# Upington
Upington är en sydafrikansk stad belägen i Norra Kapprovinsen. Staden är belägen vid Oranjefloden, 820 km norr om Kapstaden och 875 km väst om Johannesburg. Folkmängden, inklusive Paballelo, var cirka 75 000 invånare vid folkräkningen 2011. Upington är huvudorten i kommunen //Khara Hais. Den ovanliga stavningen kommer från ett klickljud i Kxoespråket.
Staden är namngiven efter Thomas Upington, dåvarande riksåklagare i Kapkolonin.

## Historia
Staden grundades år 1873 av missonärer. Efter att jordbrukare insett möjligheterna med konstbevattning vid Oranjefloden så grävde de kanaler för att leda vattnet mot deras jordbruk. Efter detta så växte staden snabbt och blev regionens kommersiella centrum.

## Geografi

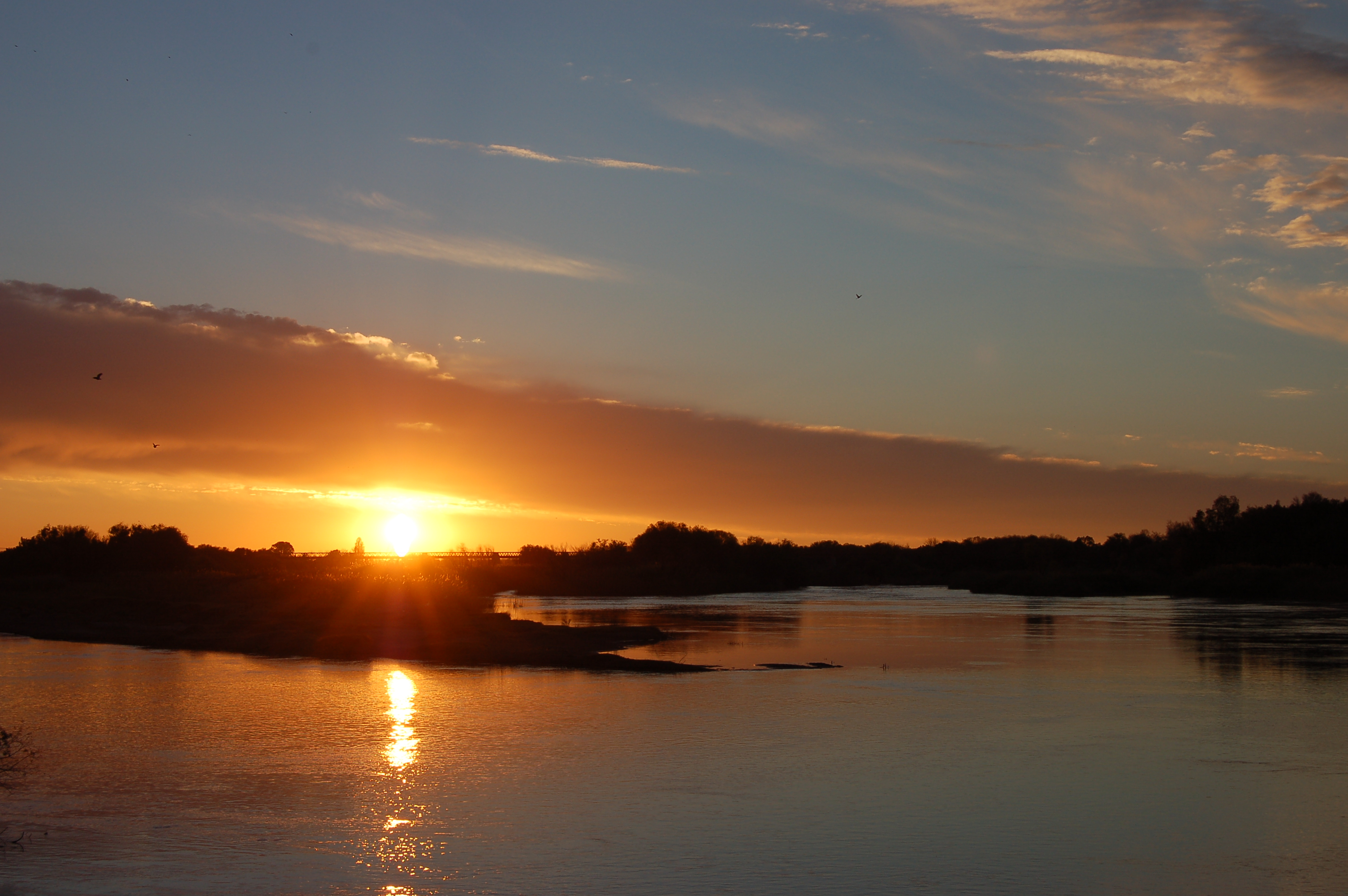
Foto taget i Upington som visar Oranjefloden.

Staden ligger vid Oranjefloden, omgiven av Kalahariöknen. Geografin i staden varierar från röda sanddyner, veld och mycket bördig jordbruksmark.

### Klimat
Upington är den varmaste staden i Sydafrika. På sommaren stiger temperaturen ofta över 40 grader celsius. Temperaturen på vintern ligger ofta omkring 25 grader celsius. Den genomsnittliga årsnederbörden är mindre än 200 mm.

## Ekonomi
Stadens ekonomi är baserad på turism, serviceindustri och jordbruk. Många stora företag som arbetar med vin, bordsdruvor, torkad frukt och boskap har sina huvudkontor i Upington. Betydande mängder av jordbruksproduktionen exporteras till Europa, och Upington står för 40 % av Sydafrikas druvexport.

## Infrastruktur

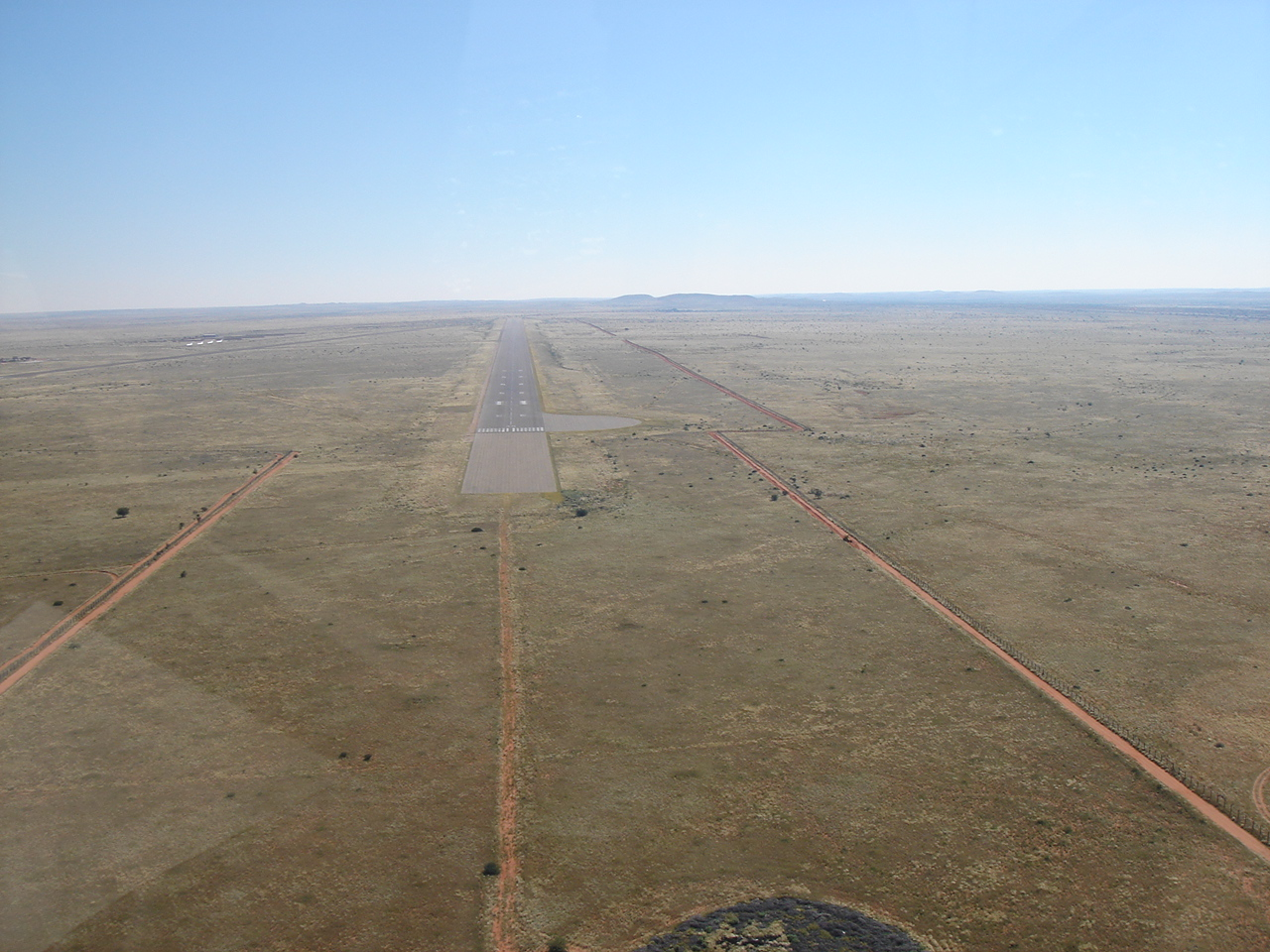
Flygbild på flygplatsens 4900 meter långa landningsbana.

De största vägarna är knutna till alla större sydafrikanska städer, såväl som till Namibia och Botswana. Stadens flygplats har den längsta asfalterade landningsbanan på södra halvklotet som mäter 4 900 meter.